# ویکوپیسانو
ویکوپیسانو (به ایتالیایی: Vicopisano) یک کومونه در ایتالیا است که در استان پیزا واقع شده‌است.

## خصوصیات
ویکوپیسانو ۲۶٫۹ کیلومتر مربع مساحت و ۸٬۲۵۳ نفر جمعیت دارد و ۱۲ متر بالاتر از سطح دریا واقع شده‌است.

## نگارخانه

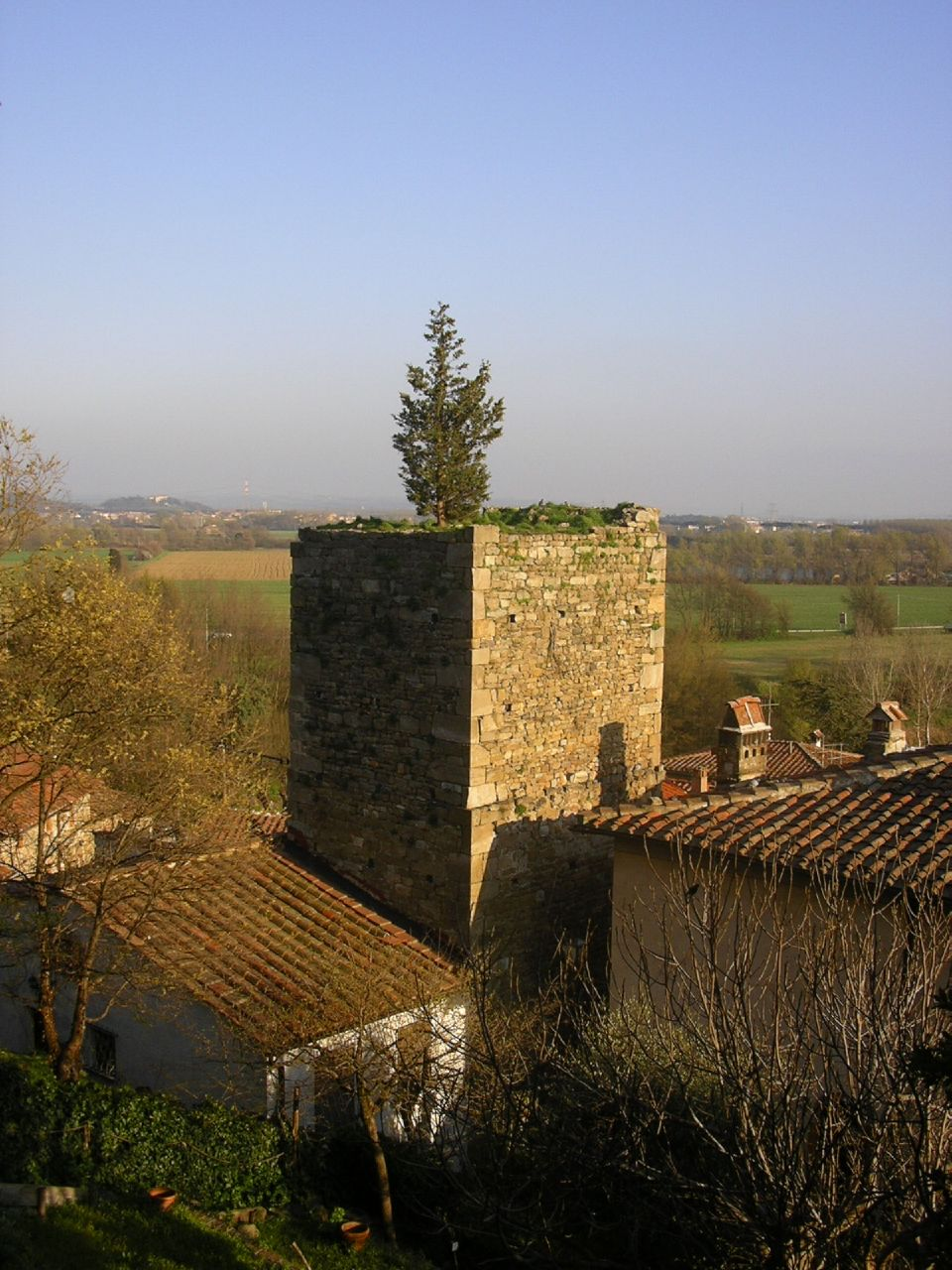
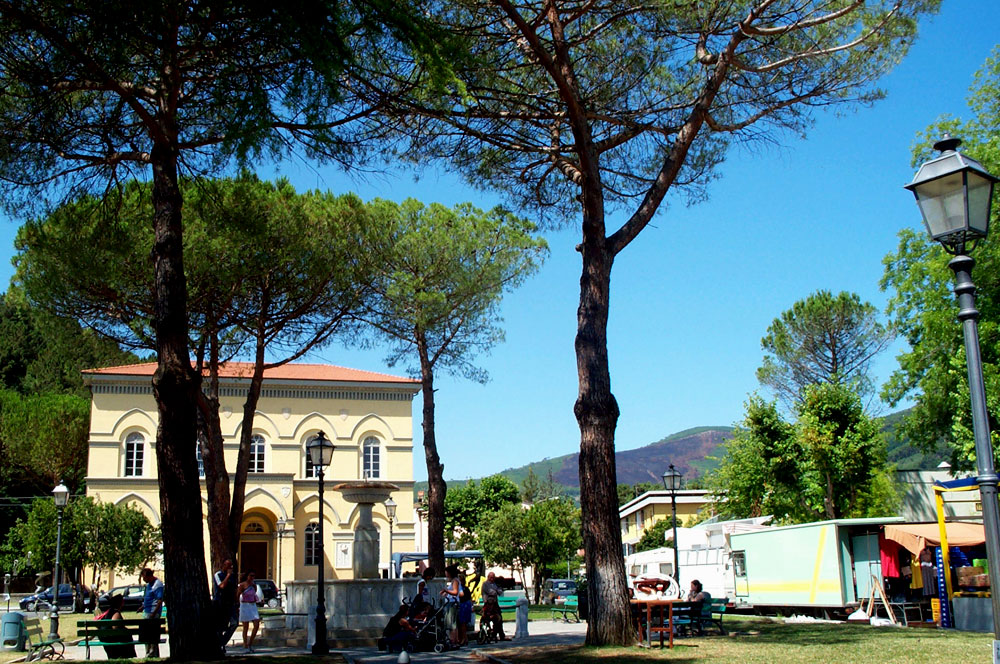